# Dagda

Dagda.

Dagda é uma das divindades mais importantes do panteão gaélico-irlandês. Na mitologia irlandesa, é o pai de dois outros importantes deuses - Brigit e Angus mac Óg - além de ser o detentor de muitos tesouros mágicos, como a sua Clava que matava e ressuscitava, a Harpa que mudava as estações e o Caldeirão que sempre estava cheio.